# Foreningen til Gamle Bygningers Bevaring
Foreningen til Gamle Bygningers Bevaring er en dansk bygningsbevaringsforening stiftet den 23. maj 1907 af blandt andre arkitekten H.B. Storck og dr.phil. Vilhelm Lorenzen. Foreningen var med til at tage initiativ til og påvirke indholdet af den første danske bygningsfredningslov fra 1918. Blandt andet oprettelsen af organet Det særlige Bygningssyn skyldes foreningens indsats.

## Kendte bestyrelsesmedlemmer gennem tiderne
- H.B. Storck, arkitekt, dir. f. Kunstakademiet – 1907-
- Vilhelm Lorenzen, historiker, dr. phil – 1907-1947
- Carl Aarsleff, billedhugger, professor – 1907-
- Otto Bache, maler, professor – 1907-
- Francis Beckett, kunsthistoriker, dr. phil. – 1907-
- Georg Bestle, vingrosserer, etatsråd – 1907-
- Vilhelm Bissen, billedhugger, professor – 1907-
- Martin Borch, arkitekt, kgl. bygningsinspektør – 1907-
- Frants Henningsen, maler, professor – 1907-1908
- Hans J. Holm, arkitekt, professor – 1907-
- Viggo Johansen, maler, professor – 1907-
- Hack Kampmann, arkitekt, kgl. bygningsinspektør – 1907-
- Christopher Krabbe, herredsfoged, folketingsformand, forsvarsminister – 1907-1908
- Martin Nyrop, arkitekt, professor – 1907-
- Christopher Zytphen-Adeler, baron, arkivar – 1907-
- P.C. Stemann Rosenørn, borgmester i Stege – 1907-
- Mouritz Mackeprang, museumsdirektør, dr. phil. – 1908-
- Laurits Tuxen, maler, professor – 1908-
- Emil Hannover, museumsdirektør – 1910-
- C.E. Reventlow, lensgreve – 1910-
- Poul Dich, læge
- Emanuel Monberg, arkitekt
- Poul Holsøe, arkitekt – 1921-1943
- Thomas Havning, arkitekt – fra 1937
- Kay Fisker, arkitekt – 1937-1942
- Harald Langberg, historiker, dr. phil. h.c., æresmedlem – 1945-1995
- Johannes Brøndsted, museumsdirektør, rigsantikvar, professor, dr. phil.
- P.V. Glob, rigsantikvar, professor, dr. phil.
- Hans Erling Langkilde, arkitekt, professor
- Hans Henrik Engqvist, arkitekt, docent
- Henry L.W. Jensen, grosserer, 1957-1969
- Robert Egevang, historiker, museumsinspektør, cand. mag.,
- Erik Wassard, lokalhistoriker, advokat, æresmedlem – 1987-2007
- Hans Munk Hansen, arkitekt, professor
- Carsten Thau, idéhistoriker, professor, 1999-2006
- Merete Ahnfeldt-Mollerup, arkitekt – fra 2001-
- Claus M. Smidt, kunsthistoriker, seniorforsker, mag. art. – fra 2007-